# Lixophaga santacruzi
Lixophaga santacruzi är en tvåvingeart som först beskrevs av Thompson 1968.  Lixophaga santacruzi ingår i släktet Lixophaga och familjen parasitflugor. Inga underarter finns listade i Catalogue of Life.